# Élections sénatoriales françaises de 1998
À la suite de la fin du mandat de neuf ans des sénateurs de la série A, des élections sénatoriales sont organisées le 27 septembre 1998 afin de renouveler le tiers des membres du Sénat. Le scrutin a lieu le 27 septembre 1998.

## Répartition des sièges

### Composition du Sénat avant et après le scrutin

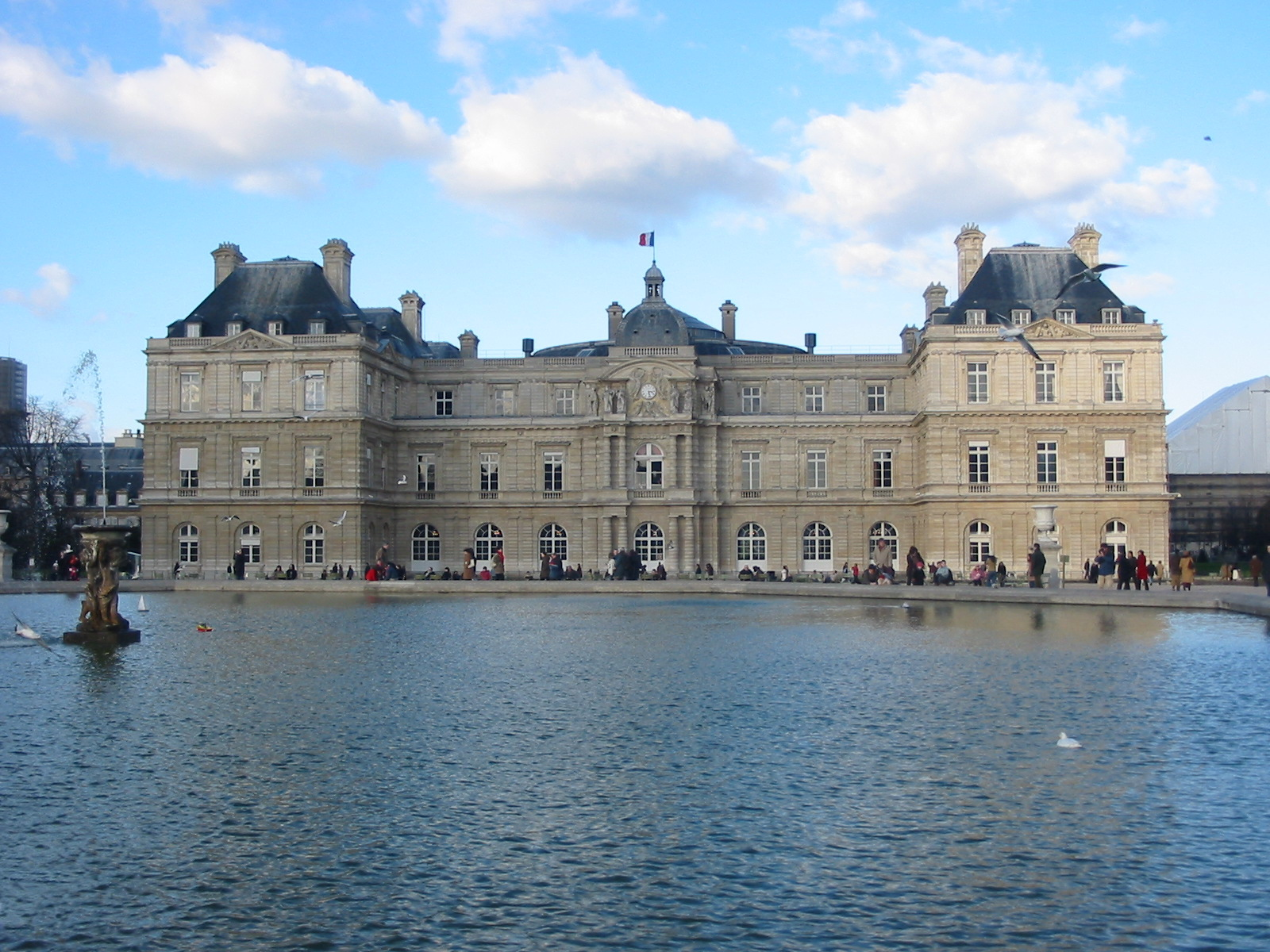
Palais du Luxembourg.

| Groupes                                                        | Groupes        | Total des sièges | Total des sièges | Total des sièges | Total des sièges | Groupe                   | Groupe                                |
| Groupes                                                        | Groupes        | 1995             | 1998             | 1998             | Évo.             | Présidents de groupe     | Composition                           |
| Groupes                                                        | Groupes        | 1995             | Avant            | Après            | Évo.             | Présidents de groupe     | Composition                           |
| -------------------------------------------------------------- | -------------- | ---------------- | ---------------- | ---------------- | ---------------- | ------------------------ | ------------------------------------- |
|                                                                | Groupe RPR     | 94               | 94               | 99               | +6               | Josselin de Rohan        | RPR : 89 Apparentés : 5 Rattachés : 5 |
|                                                                | Groupe SOC     | 75               | 74               | 78               | +4               | Claude Estier            | Socialistes : 75 Apparentés : 3       |
|                                                                | Groupe UC      | 59               | 58               | 52               | -6               | Jean Arthuis             | UDF : 49 Rattachés : 3                |
|                                                                | Groupe RI      | 46               | 45               | 49               | +4               | Henri de Raincourt       | DL : 46 Apparentés : 1 Rattachés : 2  |
|                                                                | Groupe du RDSE | 24               | 23               | 21               | -2               | Guy-Pierre Cabanel       | PRG & PRV : 20 Rattaché : 1           |
|                                                                | Groupe CRC     | 15               | 16               | 16               | 0                | Hélène Luc               | PCF : 16                              |
|                                                                | RASNAG         | 8                | 9                | 6                | -3               | Délégué : Philippe Adnot | Divers droite : 6                     |
| Total                                                          | Total          | 321              | 321              | 321              | 0                | 7 groupes                |                                       |
| Source: Site officiel du Sénat français ; Résultats & archives |                |                  |                  |                  |                  |                          |                                       |

## Président du Sénat
Christian Poncelet, élu le 1er octobre 1998.
| Candidat et parti politique | Candidat et parti politique | Candidat et parti politique | Premier tour | Premier tour | Deuxième tour | Deuxième tour | Troisième tour | Troisième tour |
| Candidat et parti politique | Candidat et parti politique | Candidat et parti politique | Voix         | %            | Voix          | %             | Voix           | %              |
| --------------------------- | --------------------------- | --------------------------- | ------------ | ------------ | ------------- | ------------- | -------------- | -------------- |
|                             | Christian Poncelet          | RPR                         | 118          | 38,19        | 125           | 39,43         | 189            | 66,79          |
|                             | René Monory *               | UC                          | 102          | 33,01        |               |               |                |                |
|                             | Claude Estier               | SOC                         | 72           | 23,30        | 83            | 26,18         | 93             | 32,86          |
|                             | Hélène Luc                  | CRC                         | 17           | 5,50         |               |               | 1              | 0,35           |
|                             | Daniel Hoeffel              | UC                          |              |              | 109           | 34,38         |                |                |
|                             |                             |                             |              |              |               |               |                |                |
| Inscrits                    | Inscrits                    | Inscrits                    | 321          |              | 321           |               | 321            |                |
| Abstentions                 | Abstentions                 | Abstentions                 | 2            | 0,62         | 0             | 0,00          | 1              | 0,31           |
| Votants                     | Votants                     | Votants                     | 319          | 99,38        | 320           | 99,69         | 320            | 99,69          |
| Blancs et nuls              | Blancs et nuls              | Blancs et nuls              | 10           | 3,13         | 3             | 0,94          | 37             | 11,56          |
| Exprimés                    | Exprimés                    | Exprimés                    | 309          | 96,87        | 317           | 99,36         | 283            | 89,44          |